# Continental United States

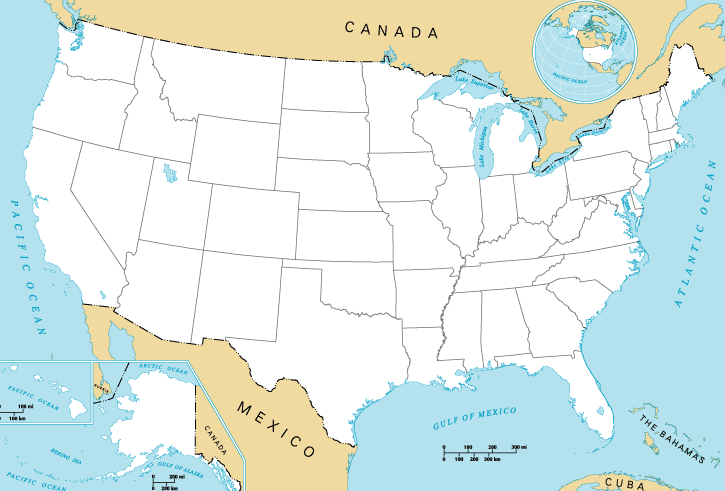
Karte der Vereinigten Staaten. In den Ausschnitten unten links sind Alaska (in kleinerem Maßstab) und Hawaii (maßstabsgetreu) dargestellt.

Continental United States (wortwörtlich „kontinentale Vereinigte Staaten“) (kurz: "CONUS") bezeichnet die Gesamtheit der 49 US-Bundesstaaten, die auf dem nordamerikanischen Kontinent liegen, einschließlich bzw. zuzüglich des District of Columbia, also des keinem Gliedstaat zugehörigen Bundesdistrikts mit der Hauptstadt Washington. Als einziger Bundesstaat nicht enthalten ist mithin Hawaii, der zu Ozeanien gezählt wird, ebenso wenig die amerikanischen Überseegebiete.
Der Begriff ist abzugrenzen von dem der Conterminous United States (auch Coterminous United States), alternativ auch Contiguous United States, („aneinander angrenzende Vereinigte Staaten“). Diese bezeichnen die Gesamtheit der 48 zusammenhängenden, also nicht durch Ozeane oder internationale Grenzen voneinander getrennten Bundesstaaten, und schließt folglich neben Hawaii auch Alaska aus.
Diese Definitionen wurden durch eine am 14. Mai 1959 im Zuge des Alaska Omnibus Bill ergangene und zuletzt am 13. Mai 1999 bekräftigte Verlautbarung des United States Board on Geographic Names auch offiziell normiert.